# بل تکستران
بل تکستران (به انگلیسی: Bell Textron) شرکت آمریکایی در زمینه طراحی، توسعهٔ فناوری و ساخت هواگردهای بالگردان است که دفتر مرکزی آن در شهر فورت‌ورث ایالت تگزاس قرار دارد. این شرکت در سال ۱۹۳۵ میلادی پایه‌گذاری شده‌است و هم‌اکنون، زیرمجموعه شرکت تکستران می‌باشد.
بالگردهای تولید شرکت بل از معروف‌ترین و آشناترین بالگردها در سراسر دنیا هستند که هم در انواع نظامی برای استفاده نیروهای مسلح کشورهای مختلف و هم در گونه‌های غیرنظامی برای مقاصد تجاری تولید می‌شوند. کارخانه‌های اصلی این شرکت در فورت ورث و آرماریلو واقع در تگزاس و همین‌طور در ایالت کبک کانادا واقع شده‌اند. شرکت بل همکاری نزدیکی نیز با شرکت آگوستا بالگردساز ایتالیایی داشت و از دیرباز بسیاری از طراحی‌های شرکت بل در کارخانه‌های آگوستا نیز تولید می‌شدند.

## در ایران
در دههٔ ۱۹۷۰، محمدرضا پهلوی که در مسیر ارتقای سطح نظامی ایران گام برمی‌داشت، به بالگردهای بل نیز علاقه نشان داد و با خرید برخی مدل‌های آن، به‌تدریج، بزرگ‌ترین ناوگان بالگردهای نظامی خاورمیانه را ایجاد کرد. به‌علاوه شرکت صنایع هواپیماسازی ایران در اصفهان با کمک بل در حال احداث بود و هدف از ایجاد آن نخست، تولید هلیکوپترهای بل بود. پس از انقلاب ۱۳۵۷ و برهم‌خوردن روابط ایران و بل، حکومت مستقر، برای آنکه بتواند ناوگان هوایی خود را سر پا نگه دارد، به مهندسی معکوس محصولات آن روی آورد.
جمهوری اسلامی ایران در این راه تا جایی پیش رفت که خود توانست نسخه‌هایی از بل  بسازد، نمونه‌هایی که در ظاهر با محصولات اصلی مو نمی‌زدند. از جملهٔ این بالگردها می‌توان به بل ۲۰۵ و بل ۲۰۶ اشاره کرد که ایران آن‌ها را تحت عناوین «۲۰۵اس» و «۲۰۶اس» بازطراحی و تولید کرد. به‌دنبال این اتفاق، در سال ۲۰۰۶، شرکت بل، پس از آنکه نتوانست ایران را از ادامهٔ این کار منصرف کند، بابت نقض حق ثبت اختراع به دادگاه ناحیه‌ای ایالات متحده آمریکا شکایت برد.
همچنین، در سال ۲۰۰۹، مأموران فدرال آمریکا شهروندی ایرانی به نام حسینعلی خوشنویس راد را دستگیر کردند که می‌گفتند می‌خواسته است ۱۷ موتور توربوشفت رولز-رویس ام۲۵۰ را به ایران قاچاق کند. این موتور را، که سابقاً آلیسون مدل ۲۵۰ نام داشت، در برخی بالگردهای بل، از جمله بل ۲۰۶، هم به‌کار گرفته‌اند.
در تاریخ ۳۰ اردیبهشت ۱۴۰۳، یکی از بالگردهای بل که حامل سیدابراهیم رئیسی، رئیس‌جمهور وقت ایران، و هیئت همراه او بود در آذربایجان شرقی سقوط کرد. در این حادثه، همهٔ سرنشینان جان باختند.

## فهرست تولیدات

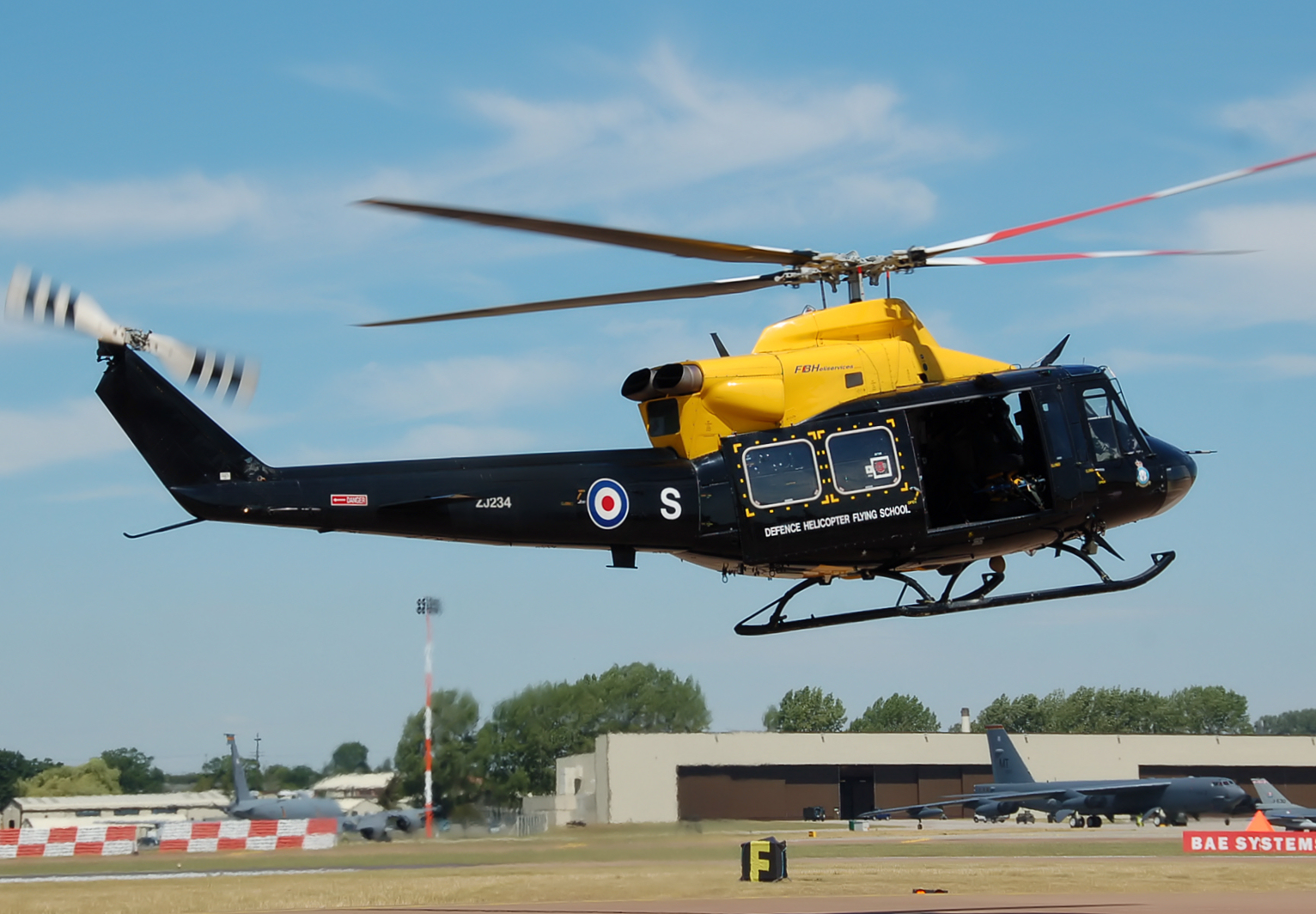
بل ۴۱۲ ئی‌پی گریفین

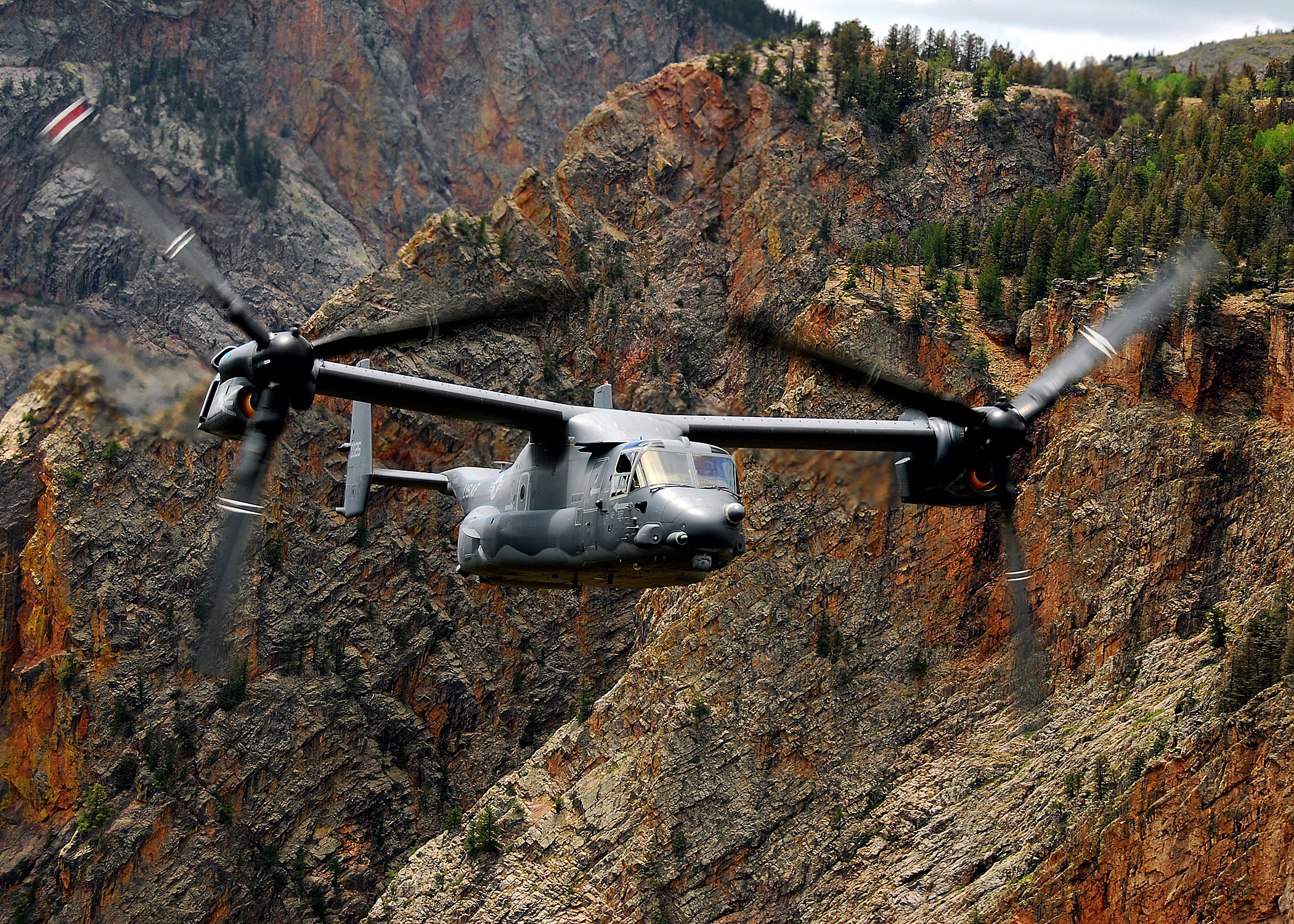
وی-۲۲ آسپری نخستین تیلت روتور نظامی تاریخ است که بل و بوئینگ کار بر روی آن را از سال ۱۹۸۱ آغاز کردند و پذیرش رسمی آن در نیروی تفنکداران دریایی تا سال ۲۰۰۷ طول کشید.

### بالگردها
- بل ۴۷
- بل ۲۰۶ – در خط تولید است
- بل اواچ-۵۸ کیووا - مدل مسلح بل ۲۰۶
- بل ۲۲۲
- بل ۴۰۷ – در خط تولید است
- بل ۴۱۲– در خط تولید است
- بل ۴۲۷
- بل ۴۲۹ – در خط تولید است
- بل ۴۳۰
- بل اچ-۱۳
- بل اچ‌اس‌ال
- بل یواچ-۱ ایروکوای (هویی)
- بل ۲۰۴ – از مدل‌های یواچ-ا ایروکوای
- بل ۲۰۵ – از مدل‌های یواچ-ا ایروکوای
- بل ۲۱۴ - برگرفته از یواچ-ا ایروکوای که به سفارش ایران توسعه یافت
- بل ۲۱۴اس‌تی مدل دوموتوره بل ۲۱۴ که به سفارش ایران طراحی شد
- بل ۲۱۲ (یواچ-۱ان تواین هویی) مدل دوموتوره یواچ-ا ایروکوای
- بل ۲۰۹ - مدلی از یواچ-ا ایروکوای که به بالگرد جنگنده کبرا توسعه یافت
- بل ای‌اچ-۱ کبرا نخستین بالگرد جنگنده آمریکایی از خانواده یواچ-ا ایروکوای
- بل ای‌اچ-۱ سوپرکبرا مدل دوموتوره کبرا
- بل ای‌اچ-۱زد وایپر مدل ارتقایافته کبرا برای نیروی تفنگداران دریایی

### تیلت-روتورها
- بل وی-۲۸۰ والور - در حال توسعه
- بل وی-۲۲ آسپری - محصول مشترک بل و بوئینگ